# جون ريتشارد باترسون
جون ريتشارد باترسون (بالإنجليزية: John Richard Patterson)‏ هو شخصية أعمال بريطاني، ولد في 17 مايو 1945، وتوفي في 29 يناير 1997.